# Яётаркаяха
Яётаркаяха (устар. Еяй-Яха-Тарка) — река в России, протекает в Ямало-Ненецком АО. Устье реки находится в 16 км по левому берегу реки Яёяха. Длина реки составляет 16 км.

## Данные водного реестра
По данным государственного водного реестра России относится к Нижнеобскому бассейновому округу, водохозяйственный участок реки — Пур. Речной бассейн реки — Пур.
Код объекта в государственном водном реестре — 15040000112115300056414.